# Lesný
Lesný är ett berg i Tjeckien.   Det ligger i regionen Karlovy Vary, i den västra delen av landet, 130 km väster om huvudstaden Prag. Toppen på Lesný är 983 meter över havet, eller 130 meter över den omgivande terrängen. Bredden vid basen är 2,7 km.
Terrängen runt Lesný är kuperad västerut, men österut är den platt. Runt Lesný är det ganska tätbefolkat, med 108 invånare per kvadratkilometer. Närmaste större samhälle är Mariánské Lázně, 9,9 km sydost om Lesný. I omgivningarna runt Lesný växer i huvudsak blandskog.